# Ореховый дом
Ореховый дом («Горіховий дім») — социальная пекарня, расположенная во Львове. Основана в июле 2011 году на базе общественной организации «Народна допомога» («Народная помощь»), сейчас действует как отдельное предприятие. Изготавливает печенье по украинским, итальянским и немецким рецептам, сырники, булочки, бублики и другую сдобу. Средства от продажи выпечки пекарня направляет на нужды львовского Центра интеграции для женщин в кризисных ситуациях, который помогает женщинам, в силу разных причин оказавшимся на улице (в центре, созданном на гранты, проживают 12 женщин).
В производстве пекарня не использует красители, ароматизаторы и эмульгаторы, стремясь выйти на уровень органических продуктов, поэтому её продукция дороже аналогичных изделий крупных хлебозаводов. Изначально клиентами пекарни были местные кафе и кондитерские, потом была налажена продажа продукции в магазины (часть булочек пекари продают на территории швейной фабрики, где пекарня арендует помещения). Со временем пекарня открыла собственную торговую точку на площади Рынок, возле дворца Бандинелли, а также организовала доставку печенья на дом. Вскоре после открытия пекарня «Ореховый дом» вышла на уровень прибыльности.
Кроме кризисного центра для женщин пекарня поддерживает и другой проект общественной организации «Народная помощь» — «Социальное такси» (пассажирские перевозки инвалидов и других людей с ограниченными возможностями). На базе пекарни «Народная помощь» проводит обучение женщин, проходящих социальную реабилитацию после домашнего насилия или бродяжничества (по желанию женщины могут и поработать в пекарне, помогая профессиональным пекарям).